# Oscaruddelingen 1974
Oscaruddelingen 1974 var den 46. oscaruddeling, hvor de bedste film fra 1973 blev hædret af Academy of Motion Picture Arts and Sciences. Uddelingen blev afholdt 2. april 1974 i Dorothy Chandler Pavilion i Los Angeles, Californien, USA. Værterne var Burt Reynolds, Diana Ross, John Huston og David Niven..

## Vindere og nominerede
Vindere står øverst, er skrevet i fed.
| Bedste film | Bedste instruktør |
| --- | --- |
| - Sidste stik – Tony Bill, Julia Phillips and Michael Phillips, producers - Sidste nat med kliken – Francis Ford Coppola, producer; Gary Kurtz, co-producer - Hvisken og råb – Ingmar Bergman, producer - Eksorcisten – William Peter Blatty, producer - En pikant affære – Melvin Frank, producer          | - George Roy Hill – Sidste stik - George Lucas – Sidste nat med kliken - Ingmar Bergman – Hvisken og råb - William Friedkin – Eksorcisten - Bernardo Bertolucci – Sidste tango i Paris |
| Bedste mandlige hovedrolle | Bedste kvindelige hovedrolle |
| - Jack Lemmon – Manden i midten som Harry Stoner - Marlon Brando – Sidste tango i Paris som Paul - Jack Nicholson – Den hårde straf som Billy "Badass" Buddusky - Al Pacino – Serpico som Frank Serpico - Robert Redford – Sidste stik som Johnny Hooker                                                    | - Glenda Jackson – En pikant affære som Vicki Allessio - Ellen Burstyn – Eksorcisten som Chris MacNeil - Marsha Mason – Orlov til midnat som Maggie Paul - Barbra Streisand – Vore bedste år som Katie Morosky - Joanne Woodward – Husker du som Rita Pritchett-Walden |
| Bedste mandlige birolle | Bedste kvindelige birolle |
| - John Houseman – Super-studenten som Professor Charles W. Kingsfield Jr. - Vincent Gardenia – Bang the Drum Slowly som Dutch - Jack Gilford – Manden i midten som Phil - Jason Miller – Eksorcisten som Damien Karras - Randy Quaid – Den hårde straf som Larry Meadows                                    | - Tatum O'Neal – Paper Moon som Addie Loggins - Linda Blair – Eksorcisten som Regan MacNeil - Candy Clark – Sidste nat med kliken som Debbie Dunham - Madeline Kahn – Paper Moon som Trixie Delight - Sylvia Sidney – Husker du som Mrs. Pritchett |
| Bedste historie og manuskript baseret på faktuelt materiale eller materiale, der ikke tidligere er offentliggjort eller produceret | Bedste manuskript baseret på materiale fra et andet medium |
| - Sidste stik – David S. Ward - Sidste nat med kliken – George Lucas, Gloria Katz og Willard Huyck - Hvisken og råb – Ingmar Bergman - Manden i midten – Steve Shagan - En pikant affære – Melvin Frank og Jack Rose                                                                                        | - Eksorcisten – William Peter Blatty baseret på hans roman - Den hårde straf – Robert Towne baseret på romanen af Darryl Ponicsan - Super-studenten – James Bridges baseret på romanen af John Jay Osborn Jr. - Paper Moon – Alvin Sargent baseret på romanen Addie Pray af Joe David Brown - Serpico – Waldo Salt og Norman Wexler baseret på bogen af Peter Maas |
| Bedste fremmedsprogede film | Bedste dokumentar |
| - Den amerikanske nat – Frankrig - Ha-Bayit Berechov Chelouche – Israel - Invitationen – Schweiz - Der Fußgänger – Vesttyskland - Tyrkisk konfekt – Holland | - The Great American Cowboy – Kieth Merrill - Always a New Beginning – John D. Goodell - Schlacht um Berlin – Franz Baake and Jost von Morr - Journey to the Outer Limits – Alexander Grasshoff - Walls of Fire – Herbert Kline and Edmund Penney |
| Bedste korte dokumentar | Bedste kortfilm |
| - Princeton: A Search for Answers – Julian Krainin og DeWitt L. Sage Jr. - Background - Christo's Valley Curtain - Four Stones for Kanemitsu - Paisti ag obair | - The Bolero – Allan Miller og William Fertik - Clockmaker – Richard Gayer - Life Times Nine – Pen Densham og John Watson |
| Bedste korte animationsfilm | Bedste originale musik |
| - Frank Film – Frank Mouris - The Legend of John Henry – Nick Bosustow og David Adams - Pulcinella – Emanuele Luzzati and Guilo Gianini | - Vore bedste år – Marvin Hamlisch - Orlov til midnat – John Williams - Operation Alpha – Georges Delerue - Papillon – Jerry Goldsmith - En pikant affære – John Cameron |
| Bedste musik: Sangbaseret eller adapteret | Bedste sang |
| - Sidste stik – Adapteret af Marvin Hamlisch - Jesus Christ Superstar – Adapteret af André Previn, Herbert W. Spencer og Andrew Lloyd Webber - Tom Sawyer – Songpartitur af Richard M. Sherman og Robert B. Sherman; Adapteret af John Williams                                                             | - "The Way We Were" — Vore bedste år • Musik af Marvin Hamlisch • Tekst af Alan and Marilyn Bergman - "All That Love Went to Waste" — En pikant affære • Musik af George Barrie • Tekst af Sammy Cahn - "Live and Let Die" — Live and Let Die • Musik og tekst af Paul McCartney og Linda McCartney - "Love" — Robin Hood • Musik af George Bruns • tekst af Floyd Huddleston - "(You're So) Nice to Be Around" — Orlov til midnat • Musik af John Williams • Tekst af Paul Williams |
| Bedste kostumer | Bedste lyd |
| - Sidste stik – Edith Head - Hvisken og råb – Marik Vos - Ludwig – Piero Tosi - Tom Sawyer – Donfeld - Vore bedste år – Dorothy Jeakins og Moss Mabry | - Eksorcisten – Robert Knudson and Chris Newman - Operation alpha – Richard Portman og Larry Jost - Super-studenten – Donald O. Mitchell og Larry Jost - Paper Moon – Richard Portman og Les Fresholtz - Sidste stik – Ronald Pierce og Robert R. Bertrand |
| Bedste scenografi | Bedste fotografering |
| - Sidste stik – Henry Bumstead og James W. Payne - Broder sol, søster måne – Lorenzo Mongiardino, Gianni Quaranta og Carmelo Patrono - Eksorcisten – Bill Malley og Jerry Wunderlich - Tom Sawyer – Philip Jefferies og Robert De Vestel - Vore bedste år – Stephen B. Grimes og William Kiernan (posthumt) | - Hvisken og råb – Sven Nykvist - Eksorcisten – Owen Roizman - Jonathan Livingston Havmåge – Jack Couffer - Sidste stik – Robert Surtees - Vore bedste år – Harry Stradling Jr. |
| Bedste klipning | |
| - Sidste stik — William Reynolds - Sidste nat med kliken — Verna Fields og Marcia Lucas - Sjakalen — Ralph Kemplen - Eksorcisten – Jordan Leondopoulos, Bud S. Smith, Evan Lottman and Norman Gay - Jonathan Livingston Havmåge — Frank P. Keller and James Galloway                                        | |